# Hammarland
Hammarland is een gemeente van de autonome Finse eilandengroep Åland, gelegen in de Oostzee.
De gemeente ligt in het westen van de Ålandseilanden en grenst in het westen aan de gemeente Eckerö, in het noordoosten aan Geta, in het oosten aan Finström en in het zuidoosten aan de gemeente Jomala. Tot de gemeente behoort een aantal eilanden, waarvan er enkele (Torsholma en Appelö) bewoond zijn. Het noordelijkste grote eiland van de gemeente, Lökö, is een onbewoond natuurreservaat. Het bewoonde eiland Skråbjörkö ligt ook in deze archipel maar valt bestuurlijk onder de buurgemeente Geta.
Nog wat verder van het hoofdeiland af ligt het eilandje Sälskär, met daarop de oudste destijds bemande, 30 meter hoge vuurtoren, die dateert uit 1868.
Hammarland heeft een landoppervlakte van 138,55 km².

## Exclaves
Het eilandje Märket, het westelijkste punt van Finland en ook van Åland, dat voor de helft Zweeds grondgebied is, behoort voor de andere helft tot de gemeente Hammarland, evenals de eilanden Sälskär, en Signilskär met de omliggende eilandjes, die ten westen van Eckerö liggen.

## Bevolking, infrastructuur
Hammarland heeft 1.628 inwoners (2022). De gemeente is, zoals alle gemeenten op Åland, Zweedstalig. Van de inwoners heeft 96% Zweeds als moedertaal.
De gemeente kent 19 dorpen en gehuchtjes. De hoofdplaats heeft dezelfde naam als de gemeente. In Hammarland zijn een bibliotheek, een schooltje, kinderopvang, een manege met paardrijschool, een kerk en enkele kleine winkeltjes.
Vanuit het centrum van de gemeente is het ongeveer 20 km naar Mariehamn en 10 km tot de veerhaven Berghamn in Eckerö.

## Bezienswaardigheden
- De stenen kerk van Hammarland nabij de hoofdplaats, dateert uit het midden van de 13e eeuw. Zij is gerenoveerd in 1913 en 1960.
- Het dorpje Bovik is een oud vissersdorpje, gelegen aan een diepe baai met boothuizen en een strandje.
- Er zijn mogelijkheden om vakantiehuisjes (stugor) te huren en er is een wandelroute. Het eiland Lökö is een natuurreservaat.
- In de zomer zijn er wekelijks bootexcursies naar de vuurtoren op Sälskär.

## Externe link

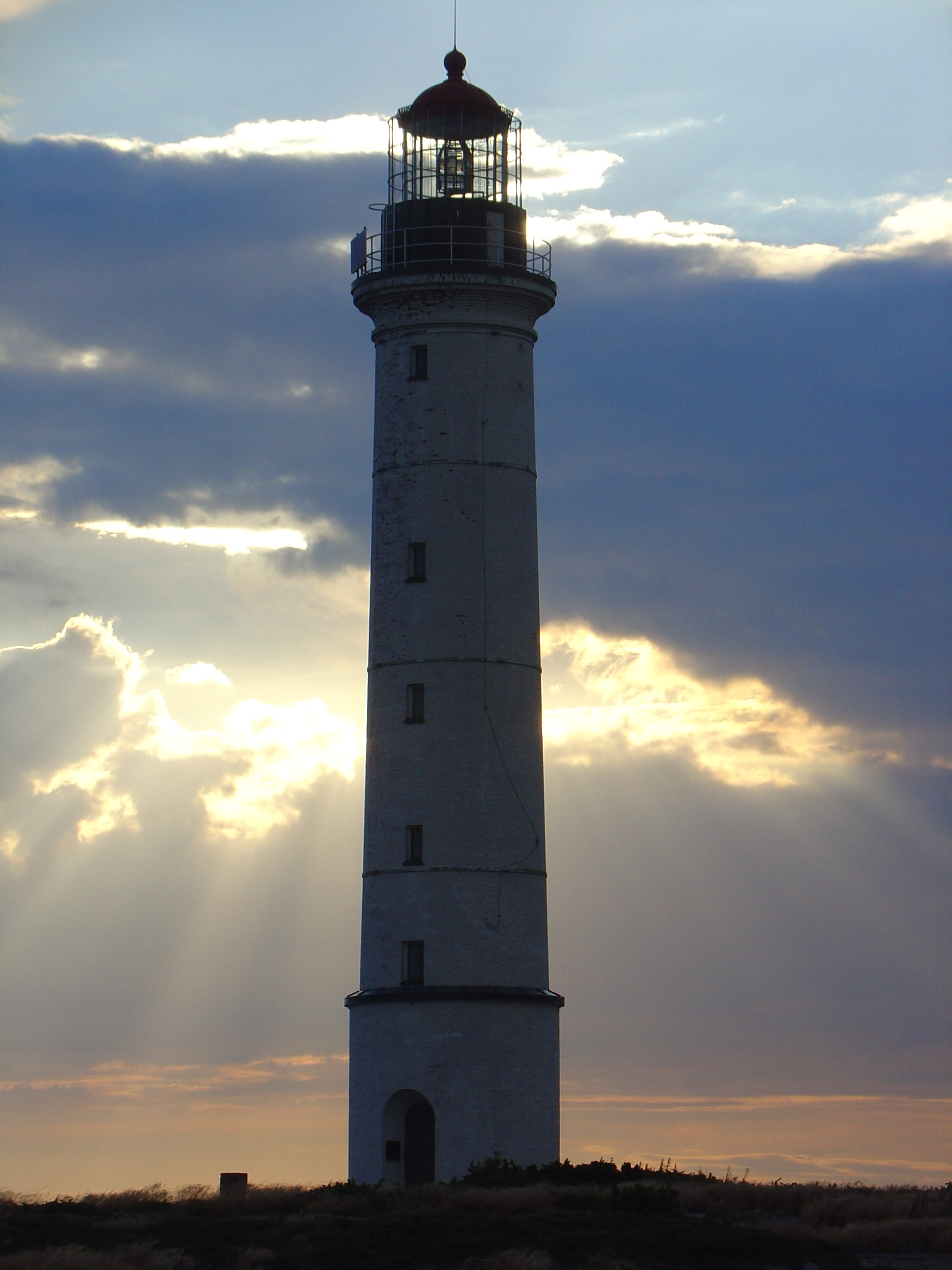
De vuurtoren van Sälskär